# فرودگاه صحرایی ارتشی گری
فرودگاه صحرایی ارتشی گری (به انگلیسی: Gray Army Airfield) یک فرودگاه نظامی با کد یاتا GRF است که یک باند فرود آسفالت دارد و طول باند آن ۱۸۶۷ متر است. این فرودگاه در شهر تاکوما، واشینگتن کشور ایالات متحده آمریکا قرار دارد و در ارتفاع ۹۲ متری از سطح دریا واقع شده‌است.